# Instituto Tecnológico de Conkal
El Instituto Tecnológico de Conkal ó TECNM campus conkal es una de las mejores escuelas de aprendizaje, como tal, la institución pública de educación superior es ubicada al este del poblado de Conkal y a 16.3 km de la ciudad de Mérida, capital del Estado de Yucatán, México. Actualmente imparte cinco carreras a nivel licenciatura, dos maestrías y un doctorado. El porcentaje de admisión es alto pero el de conclusión de estudio bajo, por el grado de dificultad de las carreras.

## Historia
La Secretaría de Educación Pública autorizó la apertura del Instituto Tecnológico de Conkal el 1 de septiembre de 1974. En sus inicios compartió infraestructura con el Centro de Bachillerato Tecnológico Agropecuario No. 13 de la exhacienda Xmatkuil, posteriormente ocupó las aulas de la Escuela Normal Rural Urbana Rodolfo Menéndez de la Peña y finalmente en 1982 se estableció en Conkal, Yucatán.
La historia de la institución comprende tres periodos administrativos. En el primer periodo (de su fecha de fundación en 1974 hasta el 23 de octubre del 2005) tuvo el nombre de Instituto Tecnológico Agropecuario Núm. 2 (ITA 2) y es dependiente de la Dirección General de Educación Tecnológica Agropecuaria (DGETA), en el segundo periodo (a partir del 24 de octubre del 2005) cambia su nombre oficial al de Instituto Tecnológico de Conkal (ITC) y se adscribe a la Dirección General de Educación Superior Tecnológica (DGEST) y en el tercero periodo (a partir del 23 de julio del 2014 hasta la actualidad) el Instituto Tecnológico de Conkal se integra a los Institutos Tecnológicos de México a partir de la creación del Tecnológico Nacional de México.

## Oferta educativa
Licenciatura
- Licenciatura en Biología[8]
- Ingeniería en Administración[9]
- Ingeniería en Agronomía[10]
- Ingeniería en Desarrollo comunitario[11]
- Ingeniería en Tecnologías de la Información y Comunicaciones[12]

El Programa de Ingeniería en Agronomía está acreditado por el Comité Mexicano de Acreditación de la Educación Agronómica (COMEAA) y el Programa de Licenciatura en Biología está acreditado por el Comité para la Acreditación y Certificación de la Licenciatura en Biología, A.C. (CACEB).
Posgrado
- Maestría en Ciencias en Horticultura Tropical[15]
- Maestría en Ciencias en Producción Pecuaria Tropical[16]
- Doctorado en Ciencias en Agricultura Tropical Sustentable[17]

Todos sus posgrados están reconocidos dentro del Programa Nacional de Posgrados de Calidad del CONACYT/México.
En su División de Estudios de Posgrado e Investigación cuenta con 16 docentes investigadores en el Sistema Nacional de Investigadores (SNI).

## Ranking
- Ranking mundial en 2020: 12,268[18]
- Ranking nacional en 2020: 419[19]
- Ranking estatal en 2020: 9[20]